# فریلزهم
فریلزهم (به انگلیسی: Frilsham) یک روستا و محله مدنی در بریتانیا است که در بارکشر غربی واقع شده‌است. فریلزهم ۴٫۹۱ کیلومتر مربع مساحت و ۳۱۵ نفر جمعیت دارد.